# Felipe Aguilar Mendoza
Andrés Felipe Aguilar Mendoza (Charta, Colombia; 20 de enero de 1993) es un futbolista colombiano. Juega de defensa central y su equipo actual es el Deportivo Cali en la Categoría Primera A de Colombia.

## Trayectoria

### Inicios
Inicia en el fútbol a los 7 años en la escuela de fútbol Alianza Bernal con el profesor Carlos Silva, a los 12 años empezó a jugar con Atlético Nacional, participó en el Pony Fútbol, torneo que se realiza en la ciudad de Medellín, estuvo en Atlético Nacional hasta los 19 años.

### Alianza Petrolera
Gracias a un convenio deportivo que había entre los clubes Atlético Nacional y Alianza Petrolera Felipe Aguilar fue a préstamo al Alianza Petrolera, club donde debutó y se volvió pieza fundamental, tanto así que fue el capitán del equipo durante el año 2015, perteneció a este club durante 3 años, donde no sólo consiguieron mantenerse en la primera categoría del fútbol profesional colombiano sino que en el Torneo Finalización del 2015 lograron avanzar por primera vez en su historia a los play off de la Liga Águila.

### Atlético Nacional
Después de haber ganado minutos y rodaje en su paso por Alianza Petrolera, el Atlético Nacional adquirió de nuevo sus derechos deportivos y por pedido del técnico Reinaldo Rueda regresó a Atlético Nacional para afrontar la Liga, la Copa Colombia, la Superliga de Colombia y la Copa Libertadores.
El 27 de julio de 2016, se consagró campeón de la Copa Libertadores de América en un global de 2 a 1 frente a Independiente del Valle de Ecuador, logrando así su primer título internacional.

### Santos FC
El 15 de enero es confirmado como nuevo jugador del Santos Futebol Clube del Campeonato Brasileño de Serie A. Debuta el 27 de enero en la victoria 2 por 0 sobre Sao Paulo ingresando en el segundo tiempo. Su primer gol lo marca el 7 de marzo en la goleada 4 por 0 sobre América RN por Copa.

### Athletico Paranaense
El 20 de marzo de 2020 se confirmó como nuevo jugador del Athletico Paranaense del Campeonato Brasileño de Serie A. Debuta el 9 de agosto como titular en la victoria 2 a 0 como visitantes ante Fortaleza.

### Atlético Nacional
Volvió al Atlético Nacional en préstamo.

### Independiente de Avellaneda
El 10 de agosto de 2023, se convirtió en refuerzo a préstamo de Independiente de Avellaneda, de la Liga Profesional de Fútbol, donde firmó contrato hasta diciembre de 2024.

## Selección nacional
El 29 de mayo de 2016 debuta con la selección mayor de Colombia en un amistoso previo a la Copa América 2016 en la victoria 3 a 1 sobre Haití. Debuta de manera oficial el 11 de junio por la tercera fecha de la Copa América 2016 en la derrota 3 a 2 frente a Costa Rica.

### Participaciones Juveniles
| Campeonato                          | Sede                           | Resultado                      | PJ | GA |
| ----------------------------------- | ------------------------------ | ------------------------------ | -- | -- |
| Sudamericano Sub-20 de 2013         | Argentina                      | Campeón                        | 3  | 0  |
| Torneo Esperanzas de Toulon de 2013 | Francia                        | Subcampeón                     | 4  | 1  |
| Copa Mundial Sub-20 de 2013         | Turquía                        | Octavos de final               | 4  | 0  |
| Juegos Olímpicos de 2016            | Río de Janeiro, Brasil         | Cuartos de final               | 1  | 0  |
| Total en Campeonatos Juveniles      | Total en Campeonatos Juveniles | Total en Campeonatos Juveniles | 12 | 1  |

### Participaciones enCopas América
| Copa              | Sede           | Resultado    | PJ | GA | Asis |
| ----------------- | -------------- | ------------ | -- | -- | ---- |
| Copa América 2016 | Estados Unidos | Tercer lugar | 1  | 0  | 0    |

## Estadísticas
| Club                         | Div.                | Temporada           | Liga  | Liga  | Copas nacionales | Copas nacionales | Torneos internacionales | Torneos internacionales | Total | Total |
| Club                         | Div.                | Temporada           | Part. | Goles | Part.            | Goles            | Part.                   | Goles                   | Part. | Goles |
| ---------------------------- | ------------------- | ------------------- | ----- | ----- | ---------------- | ---------------- | ----------------------- | ----------------------- | ----- | ----- |
| Atlético Nacional Colombia   | 1.a                 | 2011                | __    | __    | 2                | 0                | __                      | __                      | 2     | 0     |
| Alianza Petrolera Colombia   | 1.a                 | 2012                | __    | __    | __               | __               | __                      | __                      | __    | __    |
| Alianza Petrolera Colombia   | 1.a                 | 2013                | 13    | 0     | 7                | 3                | __                      | __                      | 20    | 3     |
| Alianza Petrolera Colombia   | 1.a                 | 2014                | 28    | 0     | 4                | 1                | __                      | __                      | 32    | 1     |
| Alianza Petrolera Colombia   | 1.a                 | 2015                | 25    | 0     | 0                | 0                | __                      | __                      | 25    | 0     |
| Alianza Petrolera Colombia   | Total club          | Total club          | 66    | 0     | 11               | 4                | __                      | __                      | 77    | 4     |
| Atlético Nacional Colombia   | 1.a                 | 2016                | 15    | 0     | 2                | 0                | 14                      | 0                       | 31    | 0     |
| Atlético Nacional Colombia   | 1.a                 | 2017                | 23    | 0     | 2                | 0                | 1                       | 0                       | 26    | 0     |
| Atlético Nacional Colombia   | 1.a                 | 2018                | 29    | 0     | 6                | 0                | 6                       | 0                       | 41    | 0     |
| Santos · Brasil              | 1.a                 | 2019                | 30    | 0     | 7                | 1                | 2                       | 0                       | 39    | 1     |
| Santos · Brasil              | Total club          | Total club          | 30    | 0     | 7                | 1                | 2                       | 0                       | 39    | 1     |
| Atlético Paranaense · Brasil | 1.a                 | 2020                | 11    | 0     | 1                | 0                | 3                       | 0                       | 15    | 0     |
| Atlético Paranaense · Brasil | 1.a                 | 2021                | 7     | 1     | __               | __               | 1                       | 0                       | 8     | 1     |
| Atlético Paranaense · Brasil | Total club          | Total club          | 18    | 1     | 1                | 0                | 4                       | 0                       | 23    | 1     |
| Atlético Nacional Colombia   | 1.a                 | 2021                | 13    | 0     | 3                | 0                | __                      | __                      | 16    | 0     |
| Atlético Nacional Colombia   | 1.a                 | 2022                | 10    | 0     | __               | __               | 2                       | 0                       | 12    | 0     |
| Atlético Nacional Colombia   | Total club          | Total club          | 90    | 0     | 15               | 0                | 23                      | 0                       | 128   | 0     |
| Lanús Argentina              | 1.a                 | 2022                | 5     | 0     | __               | __               | __                      | __                      | 5     | 0     |
| Lanús Argentina              | 1.a                 | 2023                | 15    | 0     | __               | __               | __                      | __                      | 15    | 0     |
| Lanús Argentina              | Total club          | Total club          | 20    | 0     | __               | __               | __                      | __                      | 20    | 0     |
| Independiente Argentina      | 1.a                 | 2023                | __    | __    | 9                | 0                | __                      | __                      | 9     | 0     |
| Independiente Argentina      | 1.a                 | 2024                | 9     | 0     | __               | __               | __                      | __                      | 9     | 0     |
| Independiente Argentina      | Total club          | Total club          | 9     | 0     | 9                | 0                | 0                       | 0                       | 18    | 0     |
| Total en su carrera          | Total en su carrera | Total en su carrera | 233   | 1     | 43               | 5                | 29                      | 0                       | 304   | 6     |

## Palmarés

### Campeonatos nacionales
| Título                | Club              | País     | Año  |
| --------------------- | ----------------- | -------- | ---- |
| Primera B             | Alianza Petrolera | Colombia | 2012 |
| Superliga de Colombia | Atlético Nacional | Colombia | 2016 |
| Copa Colombia         | Atlético Nacional | Colombia | 2016 |
| Torneo Apertura       | Atlético Nacional | Colombia | 2017 |
| Copa Colombia         | Atlético Nacional | Colombia | 2018 |
| Copa Colombia         | Atlético Nacional | Colombia | 2021 |
| Torneo Apertura       | Atlético Nacional | Colombia | 2022 |

### Campeonatos internacionales
| Título              | Club               | Sede      | Año  |
| ------------------- | ------------------ | --------- | ---- |
| Sudamericano Sub-20 | Selección Colombia | Argentina | 2013 |
| Copa Libertadores   | Atlético Nacional  | Medellín  | 2016 |
| Recopa Sudamericana | Atlético Nacional  | Medellín  | 2017 |